# Luigi Dellavedova
Luigi Dellavedova (Villastanza, 16 luglio 1934 – Villastanza, 22 dicembre 2014) è stato un calciatore italiano, di ruolo portiere.

## Carriera
Dopo un anno in Serie C con il Legnano, debutta in Serie B con la Pro Patria nel 1960-1961, disputando complessivamente 70 partite in quattro campionati cadetti.